# یوروکوپتر ای‌اس۵۳۲ کوگر
یوروکوپتر ای‌اس۵۳۲ کوگر (انگلیسی: Eurocopter AS532 Cougar) بالگرد چندمنظوره ساخت شرکت‌های آئروسپاسیال و ایرباس هلیکوپترز در کشور فرانسه است، که در سال ۱۹۷۷ نخستین پرواز خود را انجام داد و از سال ۱۹۷۸ تولید انبوه آن آغاز گردید.